# Wirtschaft Sambias

## Wirtschaftliche Entwicklung
2004 bis 2006 wuchs die Wirtschaft Sambias jedes Jahr um rund 5 Prozent. Der Kupferexport stieg dank hoher Investitionen von 2000 bis 2006 auf 550.000 t, was eine Steigerung von insgesamt 80 Prozent darstellt. Die Inflation lag am Ende des Rechnungsjahres, also am 31. März 2006, bei 10,3 Prozent. (Nebenstehende Tabelle listet Daten des Rechnungsjahres 2005.)
Im Global Competitiveness Index, der die Wettbewerbsfähigkeit eines Landes misst, belegte Sambia Platz 118 von 137 Ländern (Stand 2017–18). Im Index für wirtschaftliche Freiheit belegte das Land 2017 Platz 122 von 180 Ländern.

## Allgemeines
Landwirtschaft und Bergbau sind die tragenden Sektoren der Wirtschaft in Sambia. Der Bergbau gründet sich auf den Abbau von Kupfer und Cobalt sowie deren Verhüttung im Copperbelt, einem Bergbaugebiet im Norden, mit großen Städten wie Kitwe, Ndola und Mufulira. Dienstleistungen und Industrie sind auf verkehrlich gut erschlossene Regionen konzentriert. Sie sind auf wenige Städte wie Kafue, Lusaka, Mazabuka, Kitwe beschränkt. Trotz aller Anstrengungen zählt Sambia nach wie vor zu den ärmsten Ländern der Welt: noch 2003 belief sich der Anteil der Bevölkerung mit weniger als ein US-Dollar pro Tag auf 64 Prozent (siehe auch: Liste der Länder nach Einkommensverteilung).
Seit 1994 hat die sambische Ökonomie einen Wandel von einer staatswirtschaftlich geprägten hin zur privatwirtschaftlichen Struktur vollzogen. Es gibt mit der Lusaka Stock Exchange eine Börse, der Bankensektor wurde wenn auch mit erheblichen Friktionen den veränderten Rahmenbedingungen angepasst und staatliche Aktienbeteiligungen reduziert. Staatliche Unternehmen sind nur noch vereinzelt zu finden und werden privatwirtschaftlich geführt. Zahlreiche Führungskräfte, die am National Institute of Public Administration ausgebildet worden waren, haben Managementpositionen inne.
80 Prozent der Bevölkerung sind in der Landwirtschaft beschäftigt, weitere 14 Prozent im Bergbau. Die Kupferindustrie ist eine der Hauptquellen des Bruttoinlandsproduktes und der Staatseinnahmen. Kupfer und Kobalt steuern mehr als 75 Prozent (1997) der sambischen Exporteinnahmen bei, während weitere 3 Prozent durch andere Bergbauprodukte wie Gold, Uran und Edelsteine erwirtschaftet werden. Durch die starke Bedeutung des Kupferbergbaus wurde Sambia seit den 1970er Jahren von den sinkenden Weltmarktpreise erheblich getroffen. So ging die Kupferproduktion von 755.000 t im Jahr 1969 bis auf 260.000 t (1999) zurück, was einem Weltmarktanteil von 2,1 Prozent entsprach und Sambia 1999 auf Platz zwölf der kupferproduzierenden Länder stellte. Bedingt durch die steigenden Kupferpreise konnte die Produktion im Jahre 2005 wieder auf 550.000 t gesteigert werden. In der Bergbauindustrie Sambias sind zurzeit etwa 37.000 Menschen beschäftigt. Damit ist die Kupferindustrie der wichtigste private Arbeitgeber. Zambia Consolidated Copper Mines, die zu 85 Prozent dem Staat gehört, ist nach wie vor der größte Konzern in diesem Sektor.

## Wirtschaftssektoren

### Primärer Sektor

#### Landwirtschaft

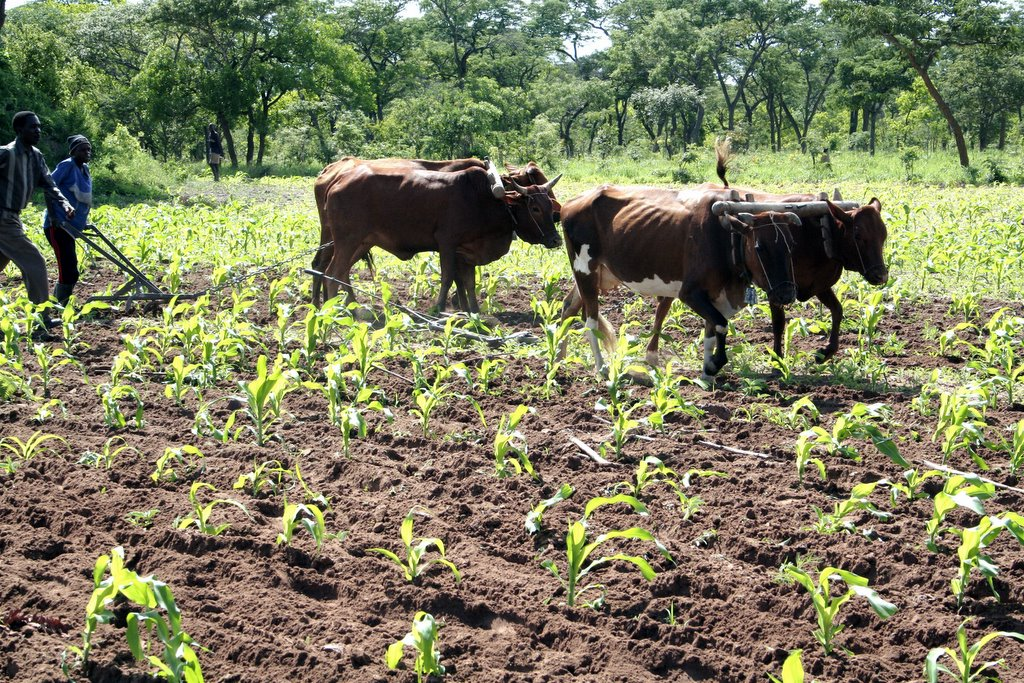
Mittelständischer Bauer beim Pflügen

Sambia hat erstklassiges Agrarland, aber nur 10 Prozent davon werden genutzt. Über Jahrzehnte hinweg wurden Agrarinvestitionen nur in den Maisanbau gesteckt, was eine sinnvolle Diversifizierung und somit die Verbreitung von Kenntnissen in Anbaumethoden sowie in Vermarktung und Verarbeitung anderer Agrarprodukte wie Kaffee oder Baumwolle faktisch verhinderte. Saatgut, Kunstdünger, Transport dienten dem Staat nur als Grundlage für Lenkungswirkungen im Sinne seiner Ziele.
Mit dem Fall der Kupferpreise ab den 1970er Jahren geriet das Land in eine wirtschaftliche Krise. Der wirtschaftstragenden Sektor des Landes schlechthin brach fast vollständig zusammen. Es folgten Importkontrollen. Der Staat achtete darauf, dass die sambische Agrarproduktion nur im Inland vermarktet wurden und blockierte so eine Agrarerzeugung für den Weltmarkt, mithin die Entwicklung einer neuen, breiten Wirtschaftsstruktur.
Ab 1991 bewirkten IMF und Weltbank etliche Reformen, darunter die Privatisierung nicht nur der Kupferproduktion, sondern auch der Zulieferer für die Agrarwirtschaft. Bis heute ist der staatliche Einfluss bei der Verteilung von Saaten und Kunstdünger überall präsent.
Die Privatisierung hat nicht nur gute Früchte getragen, denn die staatlichen Agenturen wurden nur für lukrative Gegenden verkauft und brachen zu anderen Teilen einfach weg. Schwache Regionen, vor allem schwer erreichbare, standen plötzlich ohne jede Versorgung da. Im Bangweulubecken und in den oberen Sambesiprovinzen hat das zur Verarmung geführt. Zudem wurden Preisschwankungen prinzipiell zu Lasten der Bauern genutzt. Dazu kamen eine hohe Inflation und hohe Kreditzinsen. Die Regierung ordnete der Maisproduktion eine primäre Rolle zu.
Mit Unterstützung der Weltbank wurde 2017 das Zambia Agribusiness and Trade Project gestartet, das zu einer gesteigerten Produktivität und einem besseren Marktzugang für die sambische Landwirtschaft beitragen soll. Außerdem ist eine stärkere Diversifikation der sambischen Landwirtschaft ein Ziel des Projekts.

#### Landbesitz
Es gibt zwei Arten von Land: Customary und State Land. Customary Land ist durch das Landgesetz von 1995 geregelt, das dies den traditionellen Häuptlingen in ihren Gebieten unterstellt. Es macht 94 Prozent des Landes aus. Die restlichen sechs Prozent sind in Staatsbesitz und betreffen hauptsächlich das Land der Eisenbahnunternehmen.
Das Customary Land unterteilt sich wiederum in Land ohne Besitztitel und Land in Privatbesitz. Land ohne Besitztitel macht 90 Prozent des sambischen Territoriums aus. Land in Privatbesitz ist aus einstigen Staatsbesitz gekauft und konzentriert sich in und um die Städte, in produktiven Agrargebieten und den Gebieten des Kupferbergbaus. Diese vier Prozent des sambischen Territoriums bieten sehr viel Konfliktstoff, da meist Squatter ohne Geld für Landerwerb den neuen Besitzern weichen müssen. Diese wilden Siedler haben keine Rechte, sind aber erzürnt, wenn sie bei der Grundstücksverteilung leer ausgehen.

### Sekundärer Sektor

#### Industrie
Zu den wichtigsten Industriezweigen Sambias zählen der Kupferbergbau und die Kupferverarbeitung, das Baugewerbe, der Smaragdbergbau sowie die Getränke-, Nahrungsmittel-, Textil-, Chemie-, Düngemittel- und Gartenbauindustrie.

### Tertiärer Sektor

#### Kapitalmarkt
Das Land führt eine Wertpapierbörse mit dem Namen Lusaka Stock Exchange.

## Infrastruktur

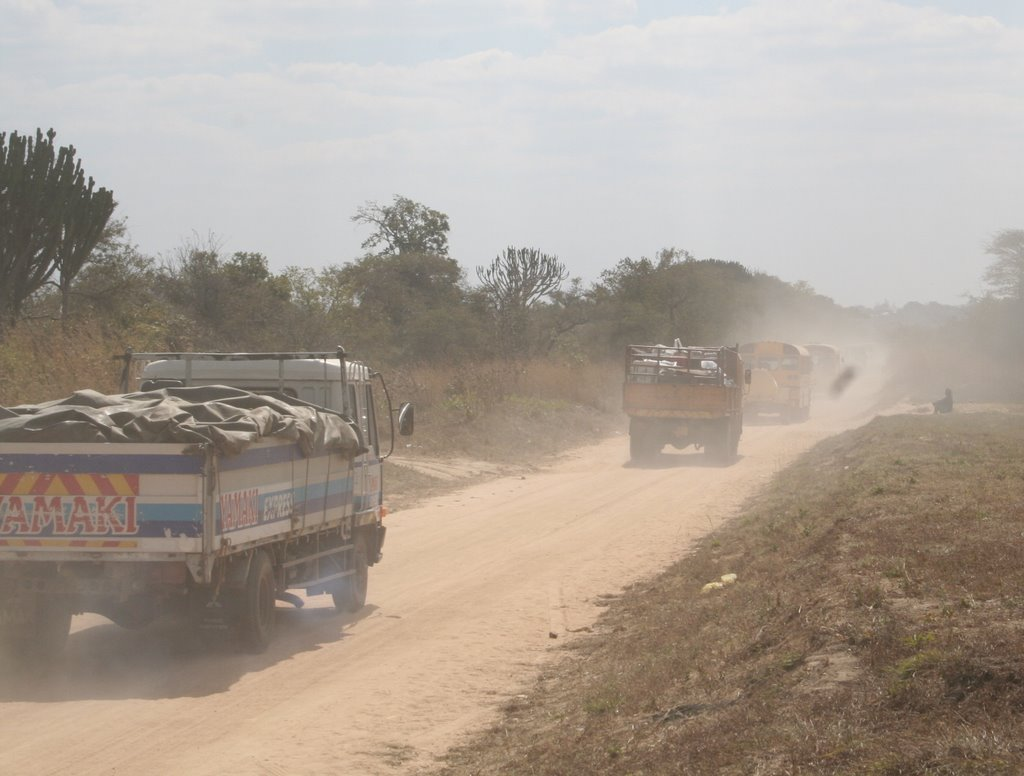
Schotterstraßenverkehr in der Südprovinz

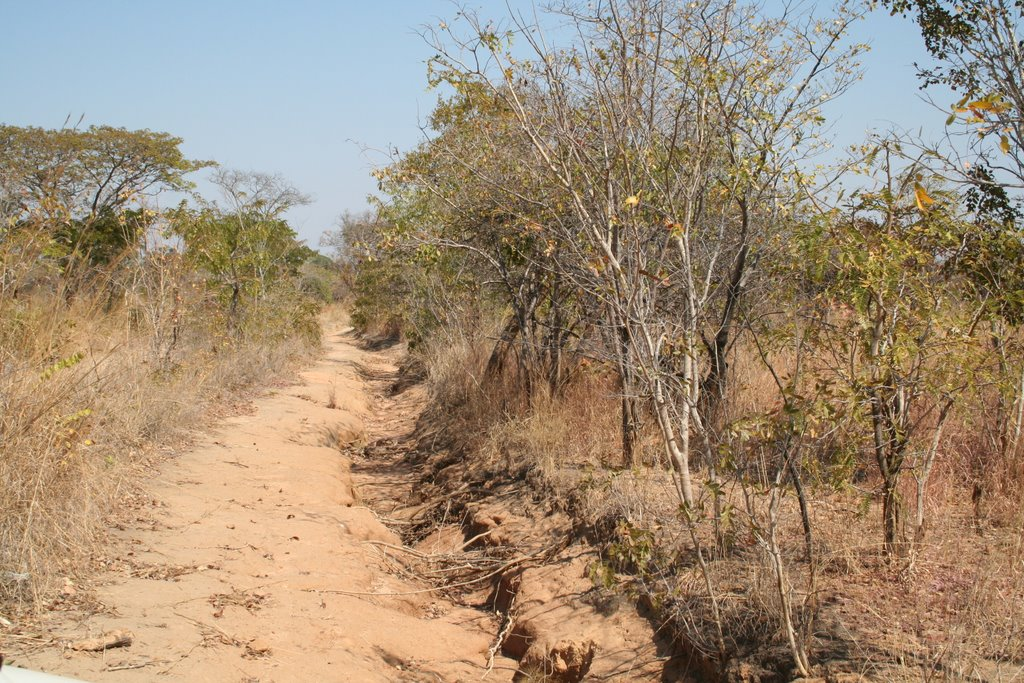
Wenig genutzte Bezirksstraße in Sambia

### Verkehr
Die wichtigsten Routen sind die Eisenbahnlinie der Zambia Railways und die asphaltierten Straßen über Simbabwe zur Republik Südafrika. Über sie verläuft nahezu der gesamte Außenhandel Sambias. Seit 1976 ist Sambia mit dem Hafen Daressalam in Tansania durch die Tanzania-Zambia Railway (TAZARA), den Tanzam Highway und eine Ölpipeline verbunden.
Die innere Verkehrsinfrastruktur teilt sich in asphaltierte Straßen, Schotterpisten und Wege auf. Mit Asphaltfahrbahnen sind die Straßen von Sesheke nach Livingstone, von dort über Lusaka in den Copperbelt sowie nach Chipata, Lundazi, Isokwe, den Tanzam Highway nach Norden von Kapiri Mposhi nach Nakonde sowie der Abzweig von Mpika nach Mpulungu und die Chinese Road zwischen Serenje und Nchelenge versehen.
Die restlichen Verkehrswege sind größtenteils prekär. Periphere oder geographisch schwierige Distrikte wie Kaputa, Chama, Chiengi, Luwingu, Chilubi, Milenge, Lufwanyama, Kabompa, Chavuma, Zambesi, Lukulu, Kalabo, Senanga, Shangombo sind schwer erreichbar. Brücken existieren nur wenige, Durchschnittsgeschwindigkeiten unter 20 km/h sind dort normal, Allradantrieb ist unerlässlich. Diese Distrikte werden überwiegend durch Fahrradtransporte notdürftig versorgt. Damit ist auch der Marktzugang für die Bewohner dieser Distrikte faktisch auf Subsistenzwirtschaft beschränkt.
Für die übrigen Distrikte gilt, dass wenigstens ihre bomas (Hauptstädte) über Schotterpisten mit Sattelschleppern und Bussen erreichbar sind. Das beschränkt den wirtschaftlich relevanten Marktzugang auf die Zonen unmittelbar neben den Straßen. Nur die Rinderzucht im Westen Sambias ist davon unabhängig, da die Herden ohne alle Wege getrieben werden können.

### Energieversorgung
Elektrizität ist in den Bergbau- und Industriezentren vorhanden. Sie ist auf 220 Volt, 50 Hertz, und englische Stecker ausgelegt. Sambia kann Strom exportieren. Eine neue Leitung führt nach Chavuma, eine weitere soll über Chitapa und Lundazi bis nach Malawi gebaut werden. Das Bangweulubecken und die angrenzenden Gebiete sind an das Stromnetz nicht angeschlossen, obwohl Wasserkraft überreichlich vorhanden wäre. Ebenso sind bis auf Chavuma alle Distrikte in den Sambesiprovinzen ohne Strom.

### Trinkwasserversorgung
Eine Trinkwasserversorgung gibt es in den Städten, aber schon nicht mehr in deren Peripherie. Auf den Dörfern sind Brunnen nur bei agrarwirtschaftlicher Bedeutung des Ortes zu finden, wie in weitem Umkreis der Kaufeauen. Im Norden und im Westen Sambias wird überwiegend Flusswasser verwendet, was die entsprechenden Infektionen mit sich bringt.

### Soziale Infrastruktur
Jede Distrikthauptstadt, boma genannt, verfügt über ein Krankenhaus, Haupt- und Sekundarschulen, letztere zumeist mit Internat. Qualität und Ausstattung dieser Einrichtungen ist sehr unterschiedlich. Die Zahl der weiteren, im Distrikt verstreut ansässigen Hauptschulen ist völlig unterschiedlich.

## Einkommensgrundlagen nach Distrikt
| Provinz         | Distrikt | bedeutend                                                                                                | wichtig                                                                                               | relevant | Besonderheit                                                        |
| Luapula         | | | | |                                                                     |
| --------------- | --- | --- | --- | --- | ------------------------------------------------------------------- |
| Luapula         | Kawambwa | Fisch, Kassava                                                                                           | Tee (Löhne), Mais, Hirse                                                                              | Wildfleisch | Flüchtlinge, fruchtbare Auen                                        |
| Luapula         | Mansa | Kassava, Mais, Löhne                                                                                     | — | Hirse, Handel | Provinzhauptstadt                                                   |
| Luapula         | Milenge | Fischerei, Kassava                                                                                       | Mais, Hirse, Grenzhandel                                                                              | Imkerei | sehr arm, kaum erschlossen                                          |
| Luapula         | Mwense | Grenzhandel, Fisch, Kassava, Mais                                                                        | Bananen, Bohnen, Sonnenblumen, Erdnüsse, Tee, Kaffee, Baumwolle, Obstbäume wie Mango, Orange, Zitrone | Palmöl, Rinder, Milchkühe, Schafe, Ziegen, Schweine, Hühner, Enten, Eier                                                                   | große Diversifizierung der Agrarprodukte                            |
| Luapula         | Nchelenge | Fisch, Kassava                                                                                           | Markt, Grenzhandel                                                                                    | Palmöl | Palmöl steigend, Kupferumschlag aus DR-Kongo                        |
| Luapula         | Samfya | Fisch, Kassava                                                                                           | Reis, Wildfleisch                                                                                     | Handel | wichtigster Markt im Bangweulubecken, konfiskatorische Gewinnmargen |
| Nordprovinz     | | | | |                                                                     |
| Chilubi         | Fisch | Kassava                                                                                                  | Bohnen, Hirse, Imkerei                                                                                | Insel, unregierbares Gebiet |                                                                     |
| Kaputa          | Fisch, Kassava | Grenzhandel                                                                                              | Palmöl, Salz                                                                                          | Palmöl steigend, große Armut, der am wenigsten entwickelte Distrikt Sambias                                                                |                                                                     |
| Kasama          | Kaffee, Bananen, Zucker, Fisch, Löhne                                                                                              | Mais, Kassava, Bohnen, Fingerhirse                                                                       | Löhne aus Tourismus                                                                                   | Provinzhauptstadt, wichtiger regionaler Versorgungsmarkt, sehr gute Infrastrukturlage                                                      |                                                                     |
| Lunte           | Kassava | Fisch, Mais                                                                                              | Bohnen, Fingerhirse                                                                                   | Zucht der Rinderrasse Boran |                                                                     |
| Lupososhi       | Reis, Fisch | Viehzucht, Mais                                                                                          | Bohnen, Fingerhirse                                                                                   | Fischzüchter, die in eine vom Ministerium durchgeführte Forschung eingebunden sind.                                                        |                                                                     |
| Luwingu         | Kassava | Fisch, Mais                                                                                              | Bohnen, Hirse                                                                                         | sehr arm, sehr schwer erreichbar, kaum entwickelt                                                                                          |                                                                     |
| Mbala           | Bohnen, Mais | Rinder                                                                                                   | Fingerhirse, Hirse, Dienstleistungen                                                                  | gute Infrastrukturlage |                                                                     |
| Mporokoso       | Wildfleisch, Kassava | Hirse, Mais                                                                                              | Bohnen                                                                                                | Flüchtlinge, neue Schotterpiste zur Straße Mansa – Nchelenge, kaum entwickelt und sehr arm                                                 |                                                                     |
| Mpulungu        | Grenzhandel, Fischerei, | Mangos, Fingerhirse, Löhne aus Fischverarbeitung, Hafen, Transport, Tourismus                            | — | gut erreichbar, Wohlstandsinsel |                                                                     |
| Mungwi          | Kaffe, Zucker, Kassava, Reis | Mais. Hirse, Fingerhirse                                                                                 | Fischerei, Rinder, Schweine, Schafe, Ziegen, Hühner, Löhne aus Agrargütern                            | hoher Anteil an Subsistenzbauern wegen schlechter Versorgung                                                                               |                                                                     |
| Nsama           | Fisch, Handel, Tourismus, Kassava, Reis                                                                                            | Hirse, Fingerhirse                                                                                       | Wald                                                                                                  | |                                                                     |
| Senga Hill      | Mais, Bohnen, | Erdnüsse, Hirse                                                                                          | | |                                                                     |
| Muchinga        | | | | |                                                                     |
| Chinsali        | Subsistenzlandwirtschaft, Fingerhirse, Kassava                                                                                     | Mais, Bohnen                                                                                             | Erdnüsse, Wildfleisch, Reis                                                                           | Variation der Fruchtfolge, Chambeshiauen geeignet für Zuckerrohr, Kaffee, Reis, Süßkartoffeln, schlechte Versorgung, keine Schwerindustrie |                                                                     |
| Isoka           | Subsistenzlandwirtschaft und Handel; Rinder, Bohnen, Mais                                                                          | Reis, Kaffee                                                                                             | Grenzhandel                                                                                           | weite Auen, schlechte Versorgung |                                                                     |
| Kanchibiya      | Palmöl | Reis, Forst                                                                                              | Sojabohnen, Erdnüsse, Bohnen, Rinder, Ziegen, Schafe und Schweine                                     | Saisonale Ernte von Raupen |                                                                     |
| Lavushimanda    | Kartoffel, Fisch | Mais, Maniok                                                                                             | Erdnüsse, Bohnen                                                                                      | Sehr aktiv in der Fischere |                                                                     |
| Mafinga         | Subsistenzlandwirtschaft | Mais, Süßkartoffeln                                                                                      | Bananen, Hirse, Bohnen, Erbsen, Rinder, Schafe, Ziegen, Geflügel und Schweine                         | Imkerei, Potenzial für Aquakultur und Fischfang                                                                                            |                                                                     |
| Mpika           | Über 90 % der Landwirte in der Region sind kleinbäuerlich. Mais, Maniok, Sorghum, Süßkartoffeln, Zitrusfrüchte, Löhne, Wildfleisch | Fingerhirse, Bohnen, Erdnüsse                                                                            | Handel, Raupen, Kassava, Hirse, Fischerei, Kartoffeln                                                 | Tal und Plateau, Sümpfe, Mineralien, Eisenbahnerlöhne, gute Infrastruktur                                                                  |                                                                     |
| Nakonde         | Subsistenzwirtschaft, Rinder, Bohnen, Grenzhandel                                                                                  | Erdnüsse, Mais, Soja                                                                                     | Kaffee                                                                                                | Grenzstadt, zwei Steinbrüche, Holzhandel, 90 % keinen Strom (2010)                                                                         |                                                                     |
| Shiwang’andu    | Forst, Subsistenzwirtschaft | Raupen, Honig, Pilzorchideen                                                                             | | Miniwasserkraftwerk |                                                                     |
| Ostprovinz      | | | | |                                                                     |
| Chama           | Reis, Hirse | Mais, Tabak, Wildfleisch, Grenzhandel                                                                    | — | Tal und Plateau, schlechte Versorgung, schlechte Infrastruktur                                                                             |                                                                     |
| Chadiza         | Mais, Rinder, Grenzhandel, Erdnüsse, Baumwolle, Grenzhandel                                                                        | Ziegen, Sonnenblumen, Soja, Schweine                                                                     | — | Baumwolle im Kontraktanbau mit konfiskatorischen Steuern                                                                                   |                                                                     |
| Chipata         | Mais, Baumwolle, Erdnüsse, Löhne                                                                                                   | Handel, Tabak, Rinder, Schweine, Grenzhandel                                                             | Ziegen                                                                                                | Provinzhauptstadt, Löhne aus Tourismus |                                                                     |
| Katete          | Mais, Rinder, Grenzhandel Erdnüsse, Baumwolle                                                                                      | Ziegen, Tabak, Sonnenblumen, Soja, Schweine, Hühner                                                      | — | Baumwolle im Kontraktanbau mit konfiskatorischen Steuern                                                                                   |                                                                     |
| Lundazi         | Mais, Erdnüsse, Rinder, Bohnen, kleiner Bergbau                                                                                    | Tabak, Baumwolle, Grenzhandel, Wildfleisch, Reis                                                         | Hirse, Schweine                                                                                       | Tal und Plateau, Polygamie (Islam), nahezu isoliert, Grenzhandel nach Mzimba                                                               |                                                                     |
| Mambwe          | Wildfleisch, Mais | Hirse, Löhne, Baumwolle                                                                                  | Erdnüsse                                                                                              | Löhne aus Tourismus, Armut, Einnahmen aus Tourismus gehen direkt an den Staat                                                              |                                                                     |
| Nyimba          | Mais, Holz | Wildfleisch, Erdnüsse, Bananen, Ziegen, Hühner                                                           | Grenzhandel, Schweine, Zuckerrohr, Gemüse, kleiner Bergbau, Fisch                                     | — |                                                                     |
| Petauke         | Tabak, Mais, Rinder, Grenzhandel, Erdnüsse, Baumwolle                                                                              | Ziegen, Sonnenblumen Soja, Wildfleisch, Schweine                                                         | Erdnüsse, Edelsteine                                                                                  | Tal und Plateau, Flüchtlinge |                                                                     |
| Zentralprovinz  | | | | |                                                                     |
| Chibombo        | Mais, Gemüse, Kartoffeln | Holzkohle, Weizen, Milchprodukte, Geflügel, Löhne, Feuerholz, Fischerei                                  | Gartenbau, Soja                                                                                       | Löhne aus Tourismus, gehört zur Agraragglomeration Mazabuka                                                                                |                                                                     |
| Kabwe           | Löhne, Mais | Rinder, Milchwirtschaft                                                                                  | — | Provinzhauptstadt, Löhne aus Großgütern und Regierung                                                                                      |                                                                     |
| Kapiri Mposhi   | Holzkohle, Mais, Handel, Tabak | — | Imkerei, Fischerei, Sonnenblumen, Prostitution                                                        | — |                                                                     |
| Mkushi          | Tabak, Gemüse, Kartoffeln, Mais, Weizen, Soja, Löhne                                                                               | Rinder, Livingstone Kartoffel, Kaffee                                                                    | Afrikanische Kartoffel, Wildfleisch, Löhne aus Kalkabbau                                              | Tal und Plateau, Löhne aus Großgütern, Bergbau möglich                                                                                     |                                                                     |
| Mumbwa          | Gemüse, Mais, Baumwolle | Wildfleisch, Löhne, Rinder, Erdnüsse                                                                     | Bergbau, Tabak                                                                                        | Löhne aus Tourismus, gehört zur Agraragglomeration Mazabuka, „Kornkammer Sambias“                                                          |                                                                     |
| Serenje         | Süßkartoffeln, Kartoffeln, Mais | Raupen, Wildfleisch, Löhne                                                                               | Kleiner Bergbau, Weizen, Markthandel                                                                  | Löhne aus Großgütern |                                                                     |
| Copperbelt      | | | | |                                                                     |
| Chililabombwe   | Löhne aus Industrie, Bergbau, Holzverarbeitung, Regierung, Holz                                                                    | Kleiner Bergbau, Grenzhandel, Gemüse, Milchprodukte, Geflügel, Mais, Holzkohle                           | Prostitution                                                                                          | nur Kupferbergbau und -industrie, Stadtflucht, Periferiesubsistenz                                                                         |                                                                     |
| Chingola        | Löhne (Bergbau), Löhne (Industrie), Löhne (Regierung), Holz                                                                        | Kleiner Bergbau, Grenzhandel, Gemüse, Milchprodukte, Geflügel, Mais, Holzkohle                           | Prostitution                                                                                          | nur Kupferbergbau und -industrie, Stadtflucht, Periferiesubsistenz                                                                         |                                                                     |
| Kalulushi       | Löhne aus Industrie, Bergbau, Holzverarbeitung, Regierung, Holz                                                                    | Kleiner Bergbau, Grenzhandel, Gemüse, Milchprodukte, Geflügel, Mais, Holzkohle                           | Prostitution                                                                                          | breiteres Industriespektrum, Stadtflucht, Periferiesubsistenz                                                                              |                                                                     |
| Kitwe           | Löhne aus Industrie, Bergbau, Holzverarbeitung, Regierung, Holz                                                                    | Kleiner Bergbau, Grenzhandel, Gemüse, Milchprodukte, Geflügel, Mais, Holzkohle                           | Prostitution                                                                                          | breiteres Industriespektrum, Stadtflucht, Periferiesubsistenz                                                                              |                                                                     |
| Luanshya        | Löhne aus Industrie, Bergbau, Holzverarbeitung, Regierung, Holz                                                                    | Kleiner Bergbau, Grenzhandel, Gemüse, Milchprodukte, Geflügel, Mais, Holzkohle                           | Prostitution                                                                                          | nur Kupferbergbau und -industrie, Stadtflucht, Periferiesubsistenz                                                                         |                                                                     |
| Lufwanyama      | Wildfleisch, Mais, Süßkartoffeln                                                                                                   | Kleiner Bergbau, Löhne                                                                                   | — | Löhne aus Holzverarbeitung, sehr schlechte Infrastruktur                                                                                   |                                                                     |
| Masaiti         | Mais, Süßkartoffeln, Holzkohle | Kleiner Bergbau                                                                                          | Soja, Imkerei                                                                                         | starke Zuwanderung in der Kupferkrise |                                                                     |
| Mpongwe         | Gemüse, Mais, Baumwolle | Löhne | Kleiner Bergbau, Imkerei, Kaffee                                                                      | Löhne aus Kaffeesortierung |                                                                     |
| Mufulira        | Löhne aus Industrie, Bergbau, Holzverarbeitung, Regierung, Holz                                                                    | Kleiner Bergbau, Grenzhandel, Gemüse, Milchprodukte, Geflügel, Mais, Holzkohle                           | Prostitution                                                                                          | nur Kupferbergbau und -industrie, Stadtflucht, Periferiesubsistenz                                                                         |                                                                     |
| Ndola           | Löhne aus Industrie, Bergbau, Holzverarbeitung, Regierung, Holz                                                                    | Kleiner Bergbau, Grenzhandel, Gemüse, Milchprodukte, Geflügel, Mais, Holzkohle                           | Prostitution                                                                                          | Provinzhauptstadt, breiteres Industriespektrum, Stadtflucht, Periferiesubsistenz                                                           |                                                                     |
| Nordwestprovinz | | | | |                                                                     |
| Chavuma         | Markthandel, Grenzhandel | Kassava                                                                                                  | Fischerei                                                                                             | Grenzhandel mit Diamanten, Flüchtlinge, Öl- und Gasvorkommen vermutet                                                                      |                                                                     |
| Kabompo         | Imkerei | Wildfleisch, Mais, Kassava                                                                               | Fischerei, Hartholz                                                                                   | Imkereiexporte, Flüchtlinge, hohe Waffenbestände                                                                                           |                                                                     |
| Kasempa         | Mais | Imkerei, Wildfleisch, Holz                                                                               | Salz                                                                                                  | ärmster und isoliertester Distrikt Sambias                                                                                                 |                                                                     |
| Mufumbwe        | Mais | Imkerei, Wildfleisch, Kassava                                                                            | — | Landminen, stark schwankende Ernteerträge                                                                                                  |                                                                     |
| Mwinilunga      | Ananas, Imkerei | Kassava, Mais, Hirse, Erdnüsse, Reis                                                                     | Grenzhandel                                                                                           | Grenzhandel mit Diamanten |                                                                     |
| Solwezi         | Süßkartoffeln, Bohnen | Kassava, Mais, Fingerhirse, Holz                                                                         | Kürbis, Wildfleisch, Löhne aus Bergbau und Regierung, Grenzhandel                                     | Provinzhauptstadt, Löhne aus Bergbau, Flüchtlinge, Stadtflucht, Periferiesubsistenz                                                        |                                                                     |
| Zambezi         | Rinder, Mais | Kleiner Bergbau, Löhne                                                                                   | — | Region am Westufer unzugänglich, Öl- und Gasvorkommen vermutet                                                                             |                                                                     |
| Westprovinz     | | | | |                                                                     |
| Kalabo          | Rinder, Fisch, Kassava, Reis | Hirse, Grenzhandel, Wildfleisch, Holz                                                                    | Löhne aus Tourismus                                                                                   | Flüchtlinge, sehr schwer erreichbar |                                                                     |
| Kaoma           | Rinder, Mais, Kassava, Dachdeckgras, Hartholz                                                                                      | Wildfleisch, Süßkartoffeln, Erdnüsse                                                                     | Tabak                                                                                                 | — |                                                                     |
| Lukulu          | Mais, Fisch | — | — | Erfolge bei Armutsbekämpfung, hohe Sandschichten                                                                                           |                                                                     |
| Mongu           | Fischerei, Kassava, Mangos, Rinder                                                                                                 | Markt- und Versorgungshandel, Reis, Mais, Dachdeckgras                                                   | Fingerhirse, Cashewnüsse                                                                              | Provinzhauptstadt, frühe Maisernten in den Auen                                                                                            |                                                                     |
| Senanga         | Fischerei, Rinder | Mais, Kassava, Reis, Holz                                                                                | — | Region am Westufer kaum zugänglich |                                                                     |
| Sesheka         | Rinder, Holz, Hirse, Grenzhandel                                                                                                   | Fischerei, Kassava, Mais                                                                                 | — | nur von Livingstone aus gut erreichbar, Zambesibrücke nach Namibia                                                                         |                                                                     |
| Shangombo       | Grenzhandel, Rinder | Fischerei, Mais, Kassava, Fingerhirse                                                                    | — | Flüchtlinge, sehr schwer erreichbar |                                                                     |
| Südprovinz      | | | | |                                                                     |
| Choma           | Mais, Rinder | Tabak, Soja, Sonnenblumen, Holzkohle, Löhne aus Agrargütern und Tourismus, Kunsthandwerk                 | Wildfrüchte, Pilze                                                                                    | Weiße Großbauern aus Simbabwe |                                                                     |
| Gwembe          | Fischerei, Rinder, Baumwolle | Ziegen, Kunsthandwerk                                                                                    | Mais, Hirse                                                                                           | karge Böden, periodischer Hunger |                                                                     |
| Itezhi Tezhi    | Fischerei, Rinder, Mais, Wildfleisch                                                                                               | Löhne | Prostitution                                                                                          | Löhne aus Tourismus, Löhne aus Staudamm, Distrikt mit periodischem Hunger                                                                  |                                                                     |
| Kalomo          | Mais, Tabak, Soja, Rinder | Kichererbsen, Hirse, Bohnen, Erdnüsse, Sonnenblumen                                                      | Löhne                                                                                                 | Löhne aus Agrargütern und Edelsteinabbau                                                                                                   |                                                                     |
| Kazungula       | Mais, Rinder | Hirse, Fingerhirse, Fischerei, Wildfleisch, Grenzhandel                                                  | — | — |                                                                     |
| Livingstone     | Löhne, Grenzhandel | Milchwirtschaft, Prostitution                                                                            | Weizen, Mais                                                                                          | Provinzhauptstadt, Löhne aus Tourismus, Mais aus urbanem Anbau                                                                             |                                                                     |
| Mazabuka        | Zuckerrohr, Mais, Rinder, Milchwirtschaft, Löhne aus Agrargütern und Zuckerrohrverarbeitung                                        | Baumwolle, Weizen, Soja, Fischerei                                                                       | Wildtierzucht, Geflügel                                                                               | Agrar- und Wirtschaftszentrum der Kafueauen, Milchversorgung für Lusaka                                                                    |                                                                     |
| Monze           | Mais, Rinder | Tabak, Soja, Sonnflower, Löhne, Süßkartoffeln                                                            | Pilze                                                                                                 | gehört zur Agraragglomeration Mazabuka |                                                                     |
| Namwala         | Fischerei, Rinder, Mais | Wildfleisch, Löhne                                                                                       | Prostitution                                                                                          | Löhne aus Tourismus, isoliert wegen schlechter Infrastruktur                                                                               |                                                                     |
| Siavonga        | Fischerei, Grenzhandel, Ziegen | Bananen, Wildfrüchte, Löhne aus Staudamm und Tourismus                                                   | Rinder, kleiner Bergbau                                                                               | periodischer Hunger |                                                                     |
| Sinazongwe      | Fischerei, Ziegen, Rinder, Baumwolle, Löhne                                                                                        | Kleiner Bergbau, Hirse, Soja, Fingerhirse, Löhne aus Fischverarbeitung, Baumwollverarbeitung und Bergbau | Mais                                                                                                  | Binnenhafen, periodischer Hunger |                                                                     |
| Lusaka          | | | | |                                                                     |
| Chongwe         | Mais, Weizen, Gartenbau, Gemüse, Milchwirtschaft, Rinder, Geflügel, Löhne aus Agrargütern und Tourismus                            | Prostitution                                                                                             | Soja                                                                                                  | Naherholungsgebiet und „Gemüsebeet“ von Lusaka                                                                                             |                                                                     |
| Kafue           | Mais, Löhne aus Bergbau, Steinbrüchen, Industrie, Talsperre und Agrargütern                                                        | Fischerei, Rinder, Kleiner Bergbau, Wildfleisch                                                          | — | Industriezentrum, gute Infrastruktur |                                                                     |
| Luangwa         | Fischerei, Kunsthandwerk, Grenzhandel                                                                                              | Wildfleisch                                                                                              | Mais, Hirse, Prostitution                                                                             | grenzüberschreitende wirtschaftliche Einheit mit Zumbo und Kanyemba                                                                        |                                                                     |
| Lusaka          | Löhne, Handel, Gartenbau, Gemüse, Geflügel, Grenzhandel, Wiederverkäufe                                                            | Prostitution, Milchwirtschaft                                                                            | — | Hauptstadt, Löhne aus Regierung, Tourismus, Handel, Industrie                                                                              |                                                                     |

## Kennzahlen
Alle Werte sind in US-Dollar (Kaufkraftparität) angegeben.
| Jahr | BIP in $ (Kaufkraftparität) | BIP pro Kopf in $ (Kaufkraftparität) | BIP Wachstum pro Jahr |
| ---- | --------------------------- | ------------------------------------ | --------------------- |
| 1980 | 8,0 Mrd.                    | 1.356                                | 3,9 %                 |
| 1985 | 10,6 Mrd.                   | 1.526                                | 1,2 %                 |
| 1990 | 13,3 Mrd.                   | 1.655                                | −0,6 %                |
| 1995 | 13,5 Mrd.                   | 1.461                                | 2,9 %                 |
| 2000 | 17,6 Mrd.                   | 1.659                                | 3,9 %                 |
| 2005 | 26,6 Mrd.                   | 2.212                                | 7,2 %                 |
| 2006 | 29,6 Mrd.                   | 2.393                                | 7,9 %                 |
| 2007 | 33,0 Mrd.                   | 2.587                                | 8,4 %                 |
| 2008 | 36,2 Mrd.                   | 2.761                                | 7,8 %                 |
| 2009 | 39,9 Mrd.                   | 2.951                                | 9,2 %                 |
| 2010 | 44,5 Mrd.                   | 3.197                                | 10,3 %                |
| 2011 | 47,9 Mrd.                   | 3.342                                | 5,6 %                 |
| 2012 | 52,6 Mrd.                   | 3.555                                | 7,7 %                 |
| 2013 | 56,1 Mrd.                   | 3.679                                | 5,0 %                 |
| 2014 | 59,8 Mrd.                   | 3.802                                | 4,7 %                 |
| 2015 | 62,2 Mrd.                   | 3.836                                | 2,9 %                 |
| 2016 | 65,3 Mrd.                   | 3.908                                | 3,7 %                 |
| 2017 | 68,9 Mrd.                   | 3.996                                | 3,6 %                 |